# Zakładnik z Wall Street
Zakładnik z Wall Street (ang. Money Monster) – amerykański thriller z 2016 roku w reżyserii Jodie Foster, wyprodukowany przez wytwórnię TriStar Pictures. Główne role w filmie zagrali George Clooney, Julia Roberts i Jack O’Connell.
Premiera filmu odbyła się 12 maja 2016 podczas 69. Międzynarodowego Festiwalu Filmowego w Cannes. Dzień później, 13 maja, obraz trafił do kin na terenie Stanów Zjednoczonych. W Polsce premiera filmu odbyła się 20 maja 2016.

## Fabuła
Gospodarz programu telewizyjnego Lee Gates (George Clooney) doradza ludziom, jak i w co zainwestować pieniądze. Pewnego dnia nadawany na żywo program przerywa Kyle Budwell (Jack O’Connell), który stracił na giełdzie wszystkie swoje oszczędności. Mężczyzna terroryzuje ekipę i grozi zabiciem prowadzącego, jeśli w ciągu doby akcje, w które zainwestował nie pójdą w górę.

## Obsada
- George Clooney jako Lee Gates
- Julia Roberts jako Patty Fenn
- Jack O’Connell jako Kyle Budwell
- Dominic West jako Walt Camby
- Caitriona Balfe jako Diane Lester

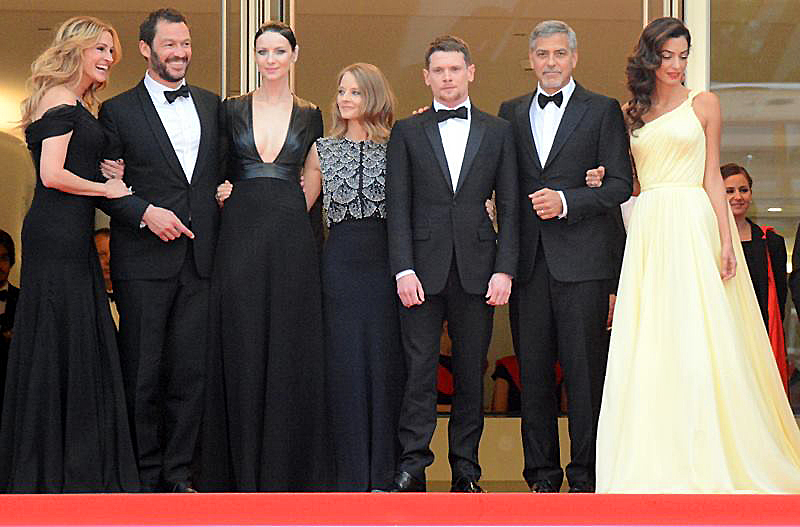
Roberts, West, Balfe, Foster, O'Connell oraz George Clooney z żoną, na premierze filmu

- Giancarlo Esposito jako kapitan Marcus Powell
- Christopher Denham jako Ron Sprecher
- Lenny Venito jako kamerzysta Lenny
- Chris Bauer jako porucznik Nelson
- Dennis Boutsikaris jako Avery Goodloe
- Emily Meade jako Molly
- Condola Rashād jako Bree

## Odbiór

### Box office
Film Zakładnik z Wall Street zarobił 41 milionów dolarów w Stanach Zjednoczonych i Kanadzie oraz 52,3 miliona dolarów w pozostałych państwach; łącznie 93,3 miliona dolarów w stosunku do budżetu produkcyjnego 27 milionów dolarów.

### Krytyka
Film Zakładnik z Wall Street spotkał się z mieszaną reakcją krytyków. W serwisie Rotten Tomatoes 58% z dwustu sześćdziesięciu czterech recenzji filmu jest pozytywne (średnia ocen wyniosła 5,9 na 10). Na portalu Metacritic średnia ocen z 44 recenzji wyniosła 55 punktów na 100.